# Децембарска група
Децембарска група је основана у Београду 1955. године и трајала је до 1960.
Чланови Групе били су: Зоран Петровић, Милош Бајић, Александар Луковић, Лазар Вујаклија, Младен Србиновић, Александар Томашевић, Лазар Возаревић, Миодраг Б. Протић, Стојан Ћелић и Драгутин Цигарчић. 
Група је одржала девет изложби, а биле су приређене и две ретроспективне у Београду - 1969. у Галерији Културног центра и 1995. у Галерији Zepter.

## Стваралаштво
После стабилизовања политичке и идеолошке ситуације у Југославије након 1950. године били су створени услови и да се и у области уметности отворе нови путеви стваралаштва. Раскид са догматском естетиком социјалистичког реализма омогућио је појаву нове генерације уметника која је снажно утицала на формирање нових обликовних захвата у подручју обновљеног модернизма после Другог светског рата. Децембарска група је свакако током друге половине шесте деценије била на самом челу тих промена. Иако су је чини уметници различитих естетичких погледа, у историографији њено место је јасно дефинисано у подручју између „осавремењеног модернизма“ и „социјалистичког естетизма“ - дакле у оној области у којој су уметници јасно тежили ка еволуцији савремене слике у актуелним обликовним токовима. Оно на шта би се могло указати као блиско схватање код ове групе уметника је њихова тежња ка геометризацији облика што је постала водећа естетичка карактеристика овог периода. После распуштања Групе њени чланови су наставили различитим путевима да стварају слику савремене српске уметности друге половине прошлог века.

## Изложбе
- 1955. 4-15. децембар - Уметнички павиљон, Београд
- 1956. 20-30. септембар, Уметнички павиљон, Сарајево
- 1956. 17-27. новембар, Уметнички павиљон, Београд
- 1957. 11-20. децембар, Уметнички павиљон, Београд
- 1958. 15. април - 4. мај, Galeria Sztuki, Варшава
- 1958. 4-15. октобар, Умјетнички павиљон, Загреб
- 1958. 21-31. децембар, Уметнички павиљон, Београд
- 1960. април-мај, Народни музеј, Панчево
- 1960. 21-30. децембар, Уметнички павиљон, Београд